# European Lead Factory
European Lead Factory är ett samarbetsprojekt startat för att stödja och accelerera tidig läkemedelsutveckling i Europa. European Lead Factory är upprättat och finansierat av EU:s Innovative Medicines Initiative (IMI) och är initiativets största individuella projekt. Det drivs av ett konsortium med 13 universitet, sju läkemedelsföretag och 10 små- till medelstora företag, baserade i åtta olika länder i Europa. European Lead Factory är ett exempel på ett fungerande Open Innovation projekt inom läkemdelsforskning.

## Projektet
European Lead Factory startade 2013 och består att två huvuddelar: Joint European Compound Library (JECL) och European Screening Centre. Tillsammans utgör de en forskningsplattform där innovativa sjukdomsrelevanta biologiska målmolekyler sammanförs med högkvalitativa kemiska substanser. Resultaten definieras i listor med så kallade hits, dvs föreningar som ger den önskvärda biologiska aktiviteten. Molekylerna på dessa listor kan sedan användas antingen som kemiska prober för att utröna sjukdomsförlopp på molekylär eller cellulär nivå, eller som startpunkter för läkemedelskandidater. För det krävs att dessa hits optimeras vidare med avseende på selektivitet, löslighet och metabolism. Det ultimata målet är att finna lösningar för medicinska behov som idag saknar tillfredsställande behandlingar.
Joint European Compound Library är ett substansbibliotek med upp till 500 000 kemiska föreningar utvalda från de deltagande företagens samlingar som har kompletterats med nya serier som syntetiserats av European Lead Factorys kemipartner.

## Användning
Genom stödet från IMI, dvs EU och deltagarna från industrin, kan forskare vid europeiska akademiska institut och små till medelstora företag få gratis tillgång till JECL genom ESC, där det finns infrastruktur, resurser och expertis för assay-utveckling, screening och läkemedelskemi. 
Sverige är representerat genom AstraZeneca (konsortiemedlem) och forskare vid Göteborgs universitet, Karolinska institutet och Uppsala universitet har utnyttjat plattformens resurser. I Finland samarbetar forskare vid Helsingfors universitet med EU Lead Factory runt ett antibiotikaprojekt.